# Grup fonamental

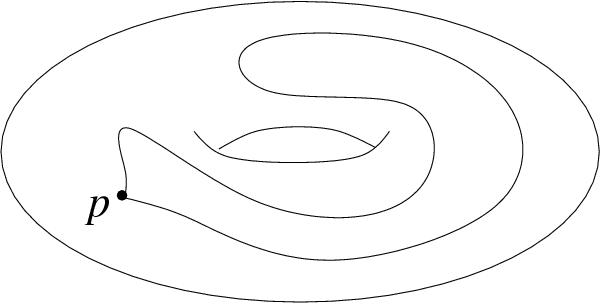
Un llaç contràctil sobre un 2-tor. El llaç es pot contraure de manera homotòpica al punt p (el camí constant).

En matemàtiques, i en concret en topologia algebraica, el grup fonamental és un grup associat a un determinat espai topològic puntejat que proporciona un mecanisme per determinar en quines condicions es pot deformar contínuament un camí en un altre, on els camins tenen fixats uns punts base d'inici i de final. Aquest grup conté informació sobre la forma bàsica, o forats, de l'espai topològic. El grup fonamental és el primer i més simple grup d'homotopia. El grup fonamental és un invariant topològic: dos espais topològics homeomorfs tenen el mateix grup fonamental.
Els grups fonamentals es poden estudiar emprant la teoria dels espais revestiment, ja que un grup fonamental coincideix amb el grup d'automorfismes del corresponent espai revestiment universal. L'abelianització del grup fonamental es pot identificar amb el primer grup d'homologia de l'espai. Quan l'espai topològic és homeomorf a un complex simplicial, el seu grup fonamental es pot descriure explícitament en termes de generadors i relacions.
Henri Poincaré va definir el grup fonamental l'any 1895 en la seva obra Analysis situs. Aquest concepte va sorgir en la teoria de superfícies de Riemann, en el context de les investigacions realitzades per Bernhard Riemann, Poincaré i Felix Klein. S'hi descriuen les propietats de monodromia de les funcions a valors complexos, així com una completa classificació topològica de superfícies tancades.

## Interpretació intuïtiva
Comencem amb un espai (per exemple, una superfície), i considerem un punt de l'espai, així com tots els llaços que comencen i acaben a aquest punt. Un llaç és un camí que comença a un punt, realitza un recorregut sobre l'espai, i arriba a aquest mateix punt. Es poden combinar dos llaços d'una manera natural: primer es recorre el primer bucle, i després el segon. Hom diu que dos llaços són equivalents si hom pot deformar l'un en l'altre sense trencar-lo. El conjunt de tots els llaços amb aquestes nocions de combinació i equivalència formen el grup fonamental per a aquest espai en particular.

## Definició
Sigui X un espai topològic, i sigui x0 un punt de X. Hom està interessat en el següent conjunt de funcions contínues, anomenades llaços amb punt base x0:
{\displaystyle \{f:[0,1]\to X:\ f(0)=x_{0}=f(1)\}}.
Amb aquestes condicions, el grup fonamental de X amb punt base x0 és aquest conjunt mòdul homotopia h:
{\displaystyle \{f:[0,1]\to X:\ f(0)=x_{0}=f(1)\}/h}
equipat amb el producte de grup definit per:
{\displaystyle (f*g)(t)={\begin{cases}f(2t)&0\leq t\leq {\tfrac {1}{2}}\\g(2t-1)&{\tfrac {1}{2}}\leq t\leq 1\end{cases}}}.
Així, el llaç f ∗ g segueix en primer lloc el llaç f amb una "velocitat doble", i després segueix g amb velocitat doble. El producte de dues classes d'homotopia de llaços [f] i [g] es defineix llavors com [f ∗ g], i es pot demostrar que aquest producte no depèn de l'elecció dels representants.
Amb el producte anterior, el conjunt de totes les classes d'homotopia de llaços amb punt base x0 configura el grup fonamental de X al punt x0, i es denota {\displaystyle \pi _{1}(X,x_{0})} o simplement {\displaystyle \pi (X,x_{0})}. L'element identitat és l'aplicació constant al punt base, i l'invers d'un llaç f és el llaç f-1 = g definit per g(t) = f(1 − t); és a dir, g recorre f en sentit invers.
Encara que el grup fonamental depèn, en general, de l'elecció del punt base, resulta que, llevat d'isomorfisme (de fet, llevat d'isomorfisme intern), aquesta elecció no és rellevant sempre que l'espai X sigui arc-connex. Per tant, per a espais arc-connexos hom pot escriure π1(X) en comptes de π1(X, x0) sense ambigüitat.

## Exemples

### Grup fonamental trivial
En l'espai euclidià Rn, o en qualsevol subconjunt convex de Rn, només hi ha una classe d'homotopia de llaços, i el grup fonamental és, per tant, el grup trivial d'un sol element. Hom diu que un espai arc-connex amb un grup fonamental trivial és un espai simplement connex.

### Grup fonamental cíclic infinit
La circumferència. Cada classe d'homotopia consisteix en tots els llaços que rodegen la circumferència un nombre determinat de cops (aquest nombre pot ser positiu o negatiu, depenent del sentit). El producte d'un llaç que rodeja m cops amb un altre llaç que rodeja n cops és un llaç que rodeja la circumferència m + n cops. Per tant, el grup fonamental de la circumferència és isomorf a (Z, +), el grup additiu dels enters. Aquest resultat es pot utilitzar per demostrar el teorema del punt fix de Brouwer i el teorema de Borsuk-Ulam en dimensió 2.
Com que el grup fonamental és un invariant homotòpic, la teoria de l'índex per al pla complex menys un punt és la mateixa que per a la circumferència.

### Grups lliures de rang major

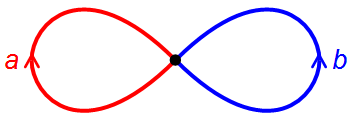
El grup fonamental de la figura "8" és el grup lliure generat per a i b.

Al contrari que els grups d'homologia i grups d'homotopia superiors associats a un espai topològic, el grup fonamental no té per què ser abelià. Per exemple, el grup fonamental de la figura "8" és el grup lliure en dues lletres. Més en general, el grup fonamental de qualsevol graf és un grup lliure. Si el graf G és connex, llavors el rang del grup lliure és igual al nombre d'arestes que no pertanyen a un arbre d'expansió.
El grup fonamental del pla foradat a n punts és també el grup lliure amb n generadors. El generador i-sim és la classe del llaç que només rodeja el forat i-sim.

### Teoria de nusos
Un exemple més sofisticat d'un espai amb un grup fonamental no abelià és el complement del nus trifoli dins R3, que té per grup fonamental el grup de trenes {\displaystyle B_{3}}.

## Functorialitat
Si f : X → Y és una aplicació contínua, x0 ∈ X i y0 ∈ Y amb f(x0) = y0, llavors tot llaç de X amb punt base x0 es pot compondre amb f per produir un llaç Y amb punt base y0. Aquesta operació és compatible amb la relació d'equivalència d'homotopia, així com amb la composició de llaços. L'homomorfisme de grups resultant, anomenat homomorfisme induït, s'escriu com π(f) o, més habitualment,
{\displaystyle f_{*}:\pi _{1}(X,x_{0})\to \pi _{1}(Y,y_{0})}.
Aquesta aplicació entre funcions contínues i homomorfismes de grups és compatible amb la composició d'aplicacions i amb els morfismes identitat. En altres paraules, hom té un functor des de la categoria dels espais topològics amb punt base cap a la categoria dels grups.
Aquest functor no pot distingir aplicacions que siguin homotòpiques en relació al punt base: si f, g : X → Y són aplicacions contínues amb f(x0) = g(x0) = y0, i f i g són homotòpiques en relació amb {x0}, llavors f∗ = g∗. En conseqüència, dos espais arc-connexos homotòpicament equivalents tenen grups fonamentals isomorfs:
{\displaystyle X\simeq Y\Rightarrow \pi _{1}(X,x_{0})\cong \pi _{1}(Y,y_{0})}.
Com a cas particular destacat, si X és arc-connex, llavors dos punts base qualssevol proporcionen grups fonamentals isomorfs, on l'isomorfisme ve donat per l'elecció d'un camí entre els dos punts base.
El grup fonamental porta productes a productes i coproductes a coproductes. És a dir, si X i Y són arc-connexos, llavors
{\displaystyle \pi _{1}(X\times Y)\cong \pi _{1}(X)\times \pi _{1}(Y)}
i si, a més, són localment contràctils, llavors
{\displaystyle \pi _{1}(X\vee Y)\cong \pi _{1}(X)*\pi _{1}(Y)}.
(En aquesta darrera expressió, {\displaystyle \vee } denota la suma exterior d'espais topològics, i * el producte lliure de grups.) Totes dues expressions es poden generalitzar per a productes arbitraris. Addicionalment, la darrera expressió és un cas especial del teorema de Seifert-van Kampen.

## Fibracions
Una generalització del producte d'espais ve donat per una fibració,
{\displaystyle F\to E\to B}.
Aquí, l'espai total E és una mena de "producte" de l'espai base B i la fibra F. En general, els grups fonamentals de B, E i F són els termes d'una successió exacta llarga de grups d'homotopia. Quan tots els espais són connexos, això té una implicació pel que fa als grups fonamentals:
- π1(B) i π1(E) són isomorfs si F és simplement connex
- πn+1(B) i πn(F) són isomorfs si E és contràctil

Aquest últim resultat s'acostuma a aplicar a la situació en què E = espai de camins de B, F = espai de llaços de B o B = espai de classificació BG d'un grup topològic G, E = G-fibrat universal EG.

## Relació amb el primer grup d'homologia
Els grups fonamentals d'un espai topològic X estan relacionats amb el seu primer grup d'homologia singular, ja que un llaç és també un 1-cicle singular. Fent una correspondència entre la classe d'homotopia de cada llaç en un punt base x0 amb la classe d'homologia del llaç, hom obté un homomorfisme del grup fonamental π1(X, x0) en el grup d'homologia H1(X). Si X és arc-connex, llavors aquest homomorfisme és exhaustiu i el seu nucli és el subgrup commutador de π1(X, x0) i, per tant, H1(X) és isomorf a l'abelianització de π1(X, x0). Aquest és un cas especial del teorema de Hurewicz de topologia algebraica.

## Espai revestiment universal
Si X és un espai topològic arc-connex, localment arc-connex i simplement connex de forma local, llavors admet un espai revestiment universal sobre el qual el grup fonamental π(X,x0) actua lliurement per automorfismes amb espai quocient X. Aquest espai es pot construir de manera anàloga al grup fonamental, prenent parells (x, γ), on x és un punt de X i γ és una classe d'homotopia de camins que van de x0 cap a x, i l'acció de π(X, x0) és per concatenació de camins. L'espai revestiment així definit està unívocament determinat.

### Exemples

#### Circumferència
El revestiment universal d'una circumferència S¹ és la recta R; hom té S¹ = R/Z. Així, π1(S¹,x) = Z per a qualsevol punt base x.

#### Tor
Prenent el producte cartesià de dues còpies de l'exemple anterior, hom pot veure que el revestiment universal d'un tor bidimensional T² = S¹ × S¹ és el pla R² i tenim T² = R²/Z². Així, π1(T²,x) = Z² per a qualsevol punt base x.
Anàlogament, el grup fonamental del tor n-dimensional Tn és igual a Zn.

#### Espais projectius reals
Si n ≥ 1, l'espai projectiu real n-dimensional Pn(R) s'obté per factorització de l'esfera n-dimensional Sn per la simetria central: Pn(R) = Sn/Z₂. Com que la n-esfera Sn és simplement connexa per a n ≥ 2, concloem que és el revestiment universal de l'espai projectiu real. Així, el grup fonamental de Pn(R) és igual a Z₂ per a qualsevol n ≥ 2.

#### Grups de Lie
El grup fonamental d'un grup de Lie connex és sempre commutatiu. El grup fonamental d'un grup de Lie compacte es pot calcular inductivament (per als grups clàssics) o emprant la potència del sistema d'arrels associat. Amb qualsevol dels dos mètodes, hom pot veure que SU(n) és simplement connex per a tot n, mentre que el grup fonamental de SO(n) és Z si n = 2, i Z₂ per a n > 2.
Sigui G un grup de Lie compacte, connex i simplement connex, per exemple el grup unitari especial SU(n), i sigui Γ un subgrup finit de G. Aleshores l'espai homogeni X = G/Γ té com a grup fonamental Γ, que actua per la multiplicació per la dreta sobre l'espai revestiment universal G. D'entre les diverses variants d'aquesta construcció, una de les més importants ve donada per espais localment simètrics X = Γ\G/K, on:
- G és un grup de Lie connex, simplement connex i no compacte (sovint semisimple),
- K és un subgrup de G compacte i maximal,
- Γ és un subgrup de G lliure de torsió, comptable i discret de G.

En aquest cas, el grup fonamental és Γ i l'espai revestiment universal G/K és, de fet, contràctil (segons la descomposició de Cartan per a grups de Lie).
Per tal d'il·lustrar aquest resultat amb un exemple, considerem G = SL(2, R), K = SO(2) i Γ qualsevol subgrup de congruències lliure de torsió del grup modular SL(2, Z).
Com a conseqüència de la realització explícita, es té que l'espai revestiment universal d'un grup topològic arc-connex H també és un grup topològic arc-connex G. Addicionalment, l'aplicació revestiment és un homomorfisme obert i continu de G sobre H, amb nucli Γ, un subgrup normal de G discret i compacte:
{\displaystyle 1\to \Gamma \to G\to H\to 1}.
Com que G és un grup connex amb una acció contínua per conjugació sobre un grup discret Γ, l'acció ha de ser trivial, la qual cosa obliga a què Γ sigui un subgrup del centre de G. En particular, π1(H) = Γ és un grup abelià. Hom diu que el grup G és el grup revestiment universal de H.

## Grup de camins per arestes d'un complex simplicial
Si X és un complex simplicial connex, es defineix un camí per arestes sobre X com una cadena de vèrtexs connectats per arestes de X. Hom diu que dos camins per arestes són aresta-equivalents si un es pot obtenir a partir de l'altre mitjançant intercanvis successius d'una aresta i les dues arestes oposades d'un triangle de X. Si v és un vèrtex fixat de X, un aresta-llaç a v és un camí per arestes que comença i finalitza a v. El grup de camins per arestes E(X, v) es defineix com el conjunt de classes d'equivalència d'aresta-llaços a v, amb el producte i l'invers definit per la concatenació i la inversió, respectivament, d'aresta-llaços.
El grup de camins per arestes és naturalment isomorf a π1(|X|, v), el grup fonamental de la realització geomètrica |X| de X. Com que només depèn del 2-esquelet X² de X (és a dir, dels vèrtexs, arestes i triangles de X), els grups π1(|X|, v) i π1(|X²|, v) són isomorfs.
El grup de camins per arestes es pot descriure de manera explícita en termes de generadors i relacions. Si T és un arbre d'expansió maximal de l'1-esquelet de X, llavors E(X, v) és canònicament isomorf al grup amb generadors (els camins per arestes dirigits de X que no apareixen a T) i relacions (les aresta-equivalències corresponents a triangles de X). Hom obté un resultat similar si se substitueix T per un subcomplex simplement connex —en particular contràctil— de X. Aquest resultat proporciona un mètode pràctic per calcular grups fonamentals, i es pot utilitzar també per demostrar que tot grup finitament presentat sorgeix com el grup fonamental d'algun complex simplicial finit. A més, és un dels mètodes clàssics per a superfícies topològiques, que es poden classificar segons els seus grups fonamentals.
L'espai revestiment universal d'un complex simplicial connex finit X també es pot descriure directament com un complex simplicial emprant camins per arestes. Els seus vèrtexs són parells (w,γ) on w és un vèrtex de X i γ és una classe d'aresta-equivalències de camins de v a w. Els k-símplexs que contenen (w,γ) corresponen naturalment als k-símplexs que contenen w. Cada nou vèrtex u del k-símplex proporciona una aresta wu i, per concatenació, un nou camí γu de v a u. Els punts (w,γ) i (u, γu) són els vèrtexs del símplex "transportat" en l'espai revestiment universal. El grup de camins per arestes actua de manera natural per concatenació, conservant l'estructura simplicial, i l'espai quocient és precisament X.
És un resultat conegut que es pot utilitzar aquest mètode per calcular el grup fonamental d'un espai topològic arbitrari. El resultat és conegut a través de Čech i Leray, i va aparèixer com a comentari en una publicació d'André Weil; alguns altres autors com L. Calabi, W-T. Wu i N. Berikashvili també n'han publicat demostracions. En el cas simple en què X és un espai compacte amb un revestiment obert finit on tota intersecció finita no buida de conjunts oberts del revestiment és contràctil, hom pot identificar el grup fonamental amb el grup de camins per arestes del complex simplicial corresponent al nervi del revestiment.

## Conceptes relacionats
El grup fonamental mesura l'estructura de forats unidimensionals d'un espai. Per tal d'estudiar-ne els "forats de dimensió superior", cal utilitzar els grups d'homotopia. Els elements de l'n-sim grup d'homotopia de X són classes d'homotopia d'aplicacions de Sn en X que conserven el punt base.
Hom pot estudiar el conjunt de llaços d'un determinat punt base sense identificar com a equivalents els llaços homotòpics. Aquest objecte, més gean que els considerats anteriorment, s'anomena espai de llaços.
En el cas de grups topològics, hom pot assignar un producte de grup diferent del conjunt de llaços de l'espai, amb multiplicació punt a punt en comptes de la concatenació. El grup resultant és el grup de llaços.

### Grupoide fonamental
Donat un espai X, resulta convenient considerar un camí com una aplicació {\displaystyle f:[0,r]\to X} on {\displaystyle r\geq 0}; hom diu llavors que {\displaystyle f(0),f(r)} són el punt inicial i el punt final, respectivament, i {\displaystyle r} és la longitud de {\displaystyle f}. Si {\displaystyle g:[0,s]\to X} és un altre camí tal que {\displaystyle f(r)=g(0)}, llavors hom pot definir un camí {\displaystyle f\circ g:[0,r+s]\to X} com
{\displaystyle (f\circ g)(t)={\begin{cases}f(t)&{\text{si }}t\in [0,r]\\g(t-r)&{\text{si }}t\in [r,r+s]\end{cases}}}.
Aquesta composició fa que els camins de {\displaystyle X} formin una categoria.
Existeixen almenys dues maneres de prendre les classes d'homotopia sobre aquest tipus de camins en relació amb els punts finals. Crowell i Fox fan servir un canvi continu en la longitud, mentre que a Topology and Groupoids s'estableix que dos camins {\displaystyle f:[0,r]\to X,\quad g:[0,s]\to X} amb els mateixos punts inicial i final són equivalents si existeixen nombres reals {\displaystyle u,v\geq 0} tals que {\displaystyle r+u=s+v} i {\displaystyle f\circ u,g\circ v:[0,r+u]\to X} són homotòpics en relació amb els punts finals. Aquí, {\displaystyle f\circ u} és el camí {\displaystyle f} ampliat per la constant {\displaystyle u}.
Aquesta construcció origina un grupoide en comptes d'un grup, anomenat el grupoide fonamental de l'espai.
Més en general, hom pot considerar el grupoide fonamental sobre un conjunt A de punts base, escollits d'acord amb la geometria de la situació; per exemple, en el cas de la circumferència, que es pot representar mitjançant la unió de dos conjunts oberts que s'intersecten en dues components, hom pot prendre un punt base a cada component. L'exposició d'aquesta teoria fou duta a terme en les edicions de 1968 i 1988 del llibre Topology and groupoids, que també tracta les àrees dels espais revestiment i els espais d'òrbites.
L'any 1984, el matemàtic Alexandre Grothendieck va escriure a Esquisse d'un Programme:
| «                                                 | (francès) ...les gens s'obstinent encore, en calculant avec des groupes fondamentaux, à fixer un seul point base, plutôt que d'en choisir astucieusement tout un paquet qui soit invariant par les symétries de la situation, lesquelles sont donc perdues en route. Dans certaines situations […] il est bien plus élégant, voire indispensable pour y comprendre quelque chose, de travailler avec des groupoïdes fondamentaux par rapport à un paquet de points base convenable, ... | (català) ...la gent encara s'obstina, quan calcula amb els grups fonamentals, en fixar un sol punt base, en comptes d'escollir astutament tot un paquet [de punts base] invariant per les simetries de la situació, i llavors es perden en el camí. En algunes situacions […] és molt més elegant, i fins i tot indispensable per tal d'entendre quelcom, treballar amb els grupoides fonamentals respecte a un paquet de punts base convenient, ... | » |
| — Alexandre Grothendieck, Esquisse d'un Programme | | |   |